# Mariä-Entschlafens-Kirche (Woronesch)

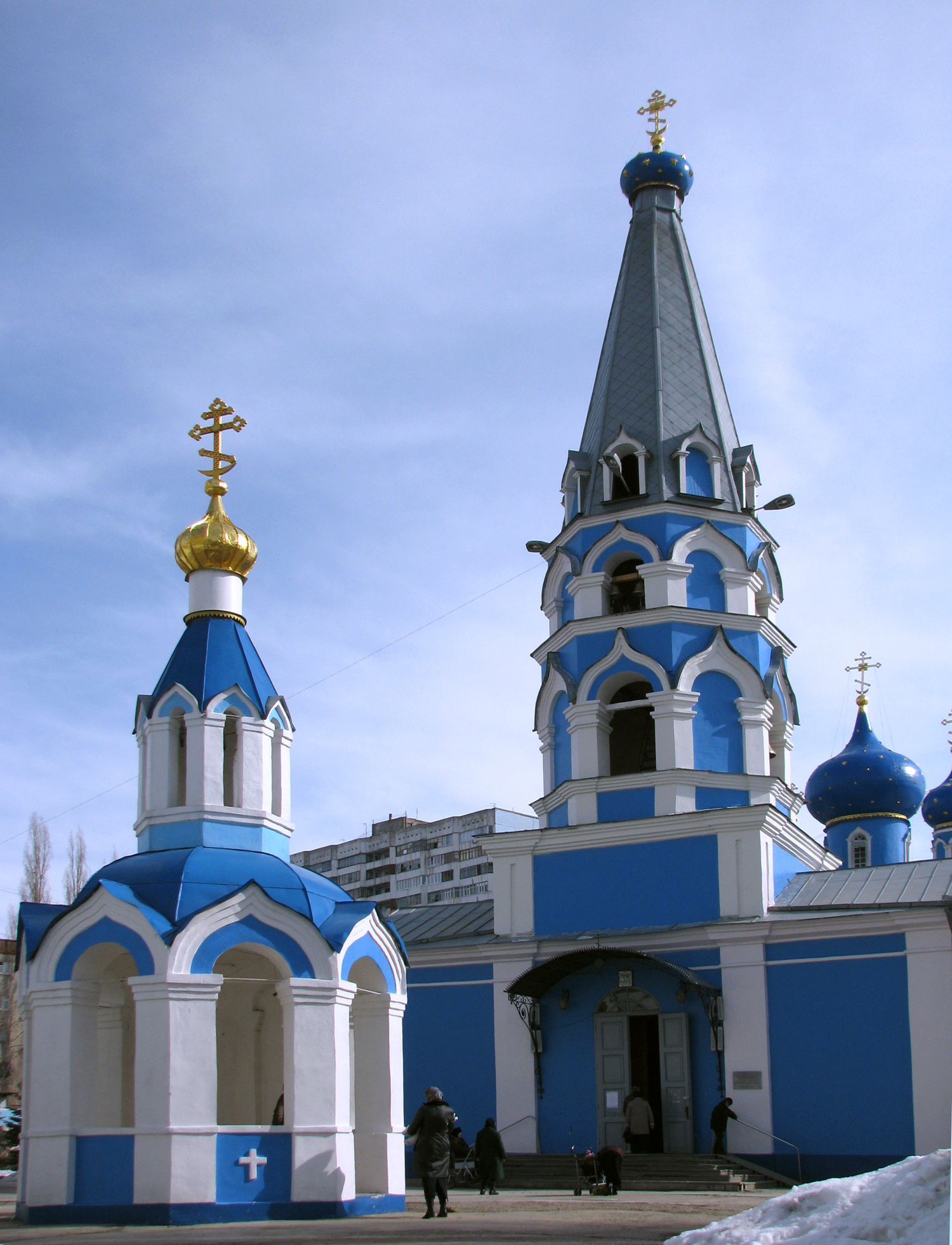
Die Mariä-Entschlafens-Kirche in Woronesch

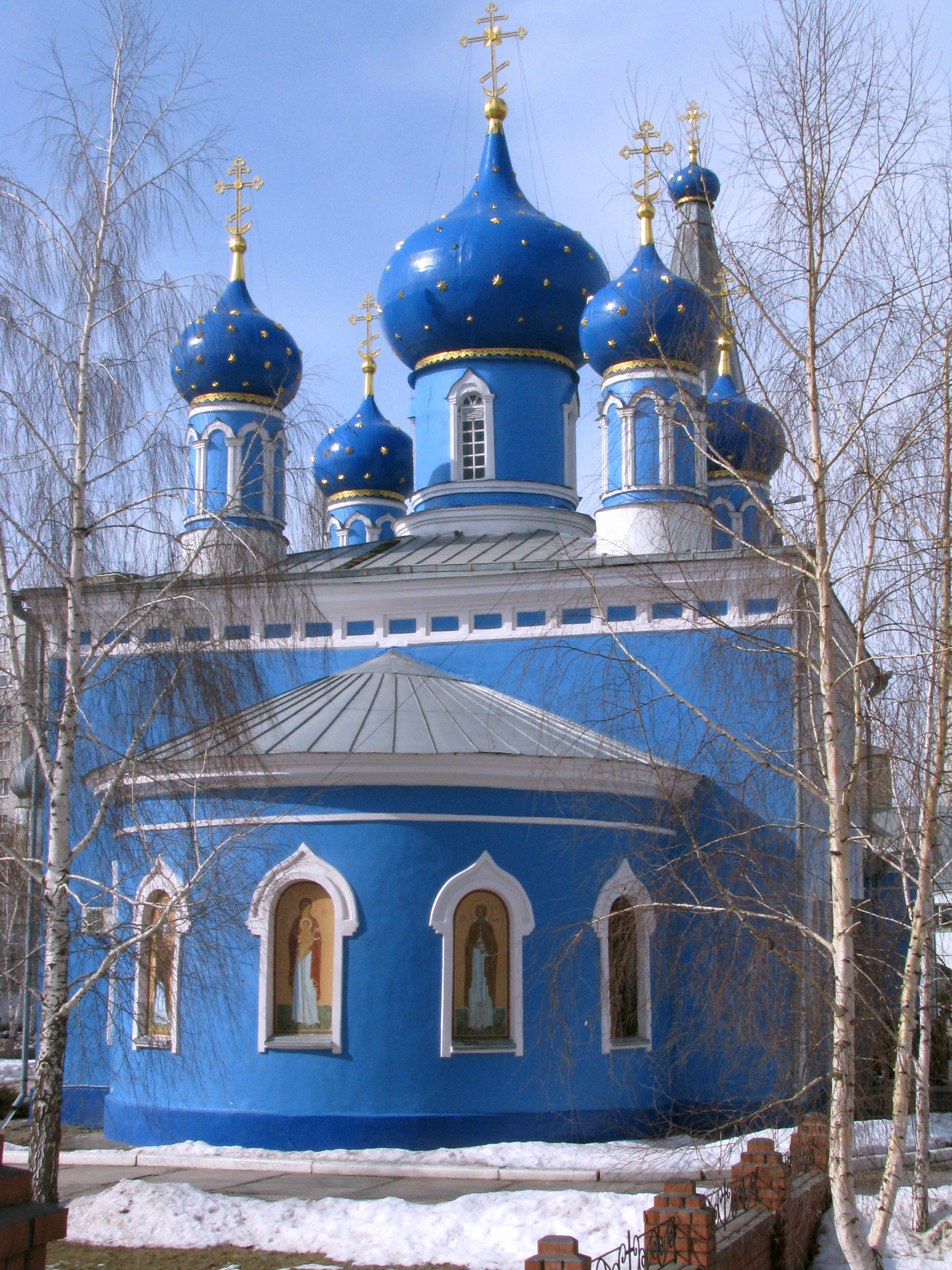
Das Kirchenschiff und die Kuppeln

Die Mariä-Entschlafens-Kirche (russisch Успенская семинарская церковь) ist eine russisch-orthodoxe Kirche in Woronesch in Russland. Erbaut wurde sie von 1847 bis 1848 und befindet sich heute am Ufer des  Stausees von Woronesch.

## Geschichte
Der Bau einer neuen Kirche in einem Vorort von Woronesch wurde in den 1840er Jahren von den Bewohnern beschlossen. Finanziert werden sollte das neue Kirchengebäude durch Spenden. Mit den Bauarbeiten wurde 1848 begonnen, nachdem das nötige Geld für den Neubau gesammelt worden war. Auch zwei Kapellen, die dem Apostel Johannes und dem heiligen Sergius von Radonesch geweiht wurden. Später wurde auf dem 34 Hektar großen Gelände ein Friedhof angelegt. 1851 begann man mit dem Bau von Wohnhäusern rund um die Kirche.
Ebenfalls durch Spenden in Höhe von 1.600 Rubel wurden 1873 Reparaturarbeiten an der Kirche durchgeführt. Hauptsächlich finanzierte sich die Kirchengemeinde durch Spenden ihrer Mitglieder. Im Jahre 1884 wurde ein Fenster aufgebrochen und einige silberne Gegenstände entwendet.
Im März 1898 begann man mit dem Bau einer neuen Pfarrschule, die am 6. September 1899 einweihte. 1902 begannen erneut Reparaturen am Gebäude. Während der Arbeiten wurde erneut versucht, Gegenstände aus der Kirche zu stehlen. 
1930 wurde versucht, die Kirche – wie viele andere Kirchen in der Sowjetunion auch – zu schließen. Im Sommer 1937 hat das Innenministerium der UdSSR versucht, die Kirche zu zerstören. Dieser Versuch schlug aber fehl. 1939 wurde die Kirche schließlich geschlossen.
Bemühungen, die Kirche wieder zu öffnen, begannen 1987. Bürger sammelten in Woronesch 2.500 Unterschriften. Um eine Erlaubnis für eine Wiedereröffnung zu erhalten, mussten die Bürger mehrmals nach Moskau reisen. Auch vom Bischof von Woronesch wurde das Vorhaben unterstützt. Im Juli 1989 wurde das Gotteshaus schließlich wieder eröffnet und im August der Diözese übergeben. Am 26. September desselben Jahres wurde der erste Gottesdienst gefeiert. Die Restaurierungsarbeiten wurden 1994 beendet.
Am 16. November 1998 besuchte der Patriarch von Moskau, Alexius II., die Mariä-Entschlafens-Kirche.

## Architektur
Die Kirche vereint das vorherrschende russische Kathedralmodell – kubische Grundform mit einer zentralen Kuppel und vier kleineren begleitenden Türmen. Die fünf blauen Kuppeln sind mit goldenen Sternen verziert und tragen jeweils ein goldenes Russisches Kreuz. Am hinteren Ende des Kirchenschiffes befindet sich eine Apsis.